# سيدني وودز
سيدني وودز هو سياسي كندي، (13 سبتمبر 1853 – بعد 1895)، كان تاجرًا وسياسيًا في نيوفندلاند. مثّل باي دي فيردي في مجلس نواب نيوفندلاند من عام ١٨٩٤ إلى عام ١٨٩٥ كعضو ليبرالي.